# 1268

## Narození
- Erik II. Norský, norský král († 15. července 1299)
- Filip IV. Sličný, francouzský král z dynastie Kapetovců († 29. listopadu 1314)
- Mahaut z Artois, burgundská hraběnka a hraběnka z Artois († 27. října 1329)

## Úmrtí
- 30. května – Tomáš I. Kozlowaroga, vratislavský biskup (* ?)
- 11. srpna – Anežka z Faucigny, savojská hraběnka (* ?)
- 10. října – Anežka Přemyslovna, dcera českého krále Václava I. (* po 1227)
- 29. října
  - Konradin, vévoda švábský, král sicilský a král jeruzalémský (* 25. března 1252, popraven)
  - Fridrich I. Bádenský, markrabě bádenský a veronský (* 1249)
- 17. listopadu – Salomena Polská, haličská královna z dynastie Piastovců (* 1211/1212)
- 29. listopadu – Klement IV., papež (* mezi 1190–1200)
- 9. prosince – Vaišelga, litevský velkokníže (* ?)
- ? – Jan III. Braniborský, braniborský markrabě (* 6. dubna 1244)
- ? – Idík ze Švábenic, moravský šlechtic a bitovský komorník (* před 1232)

## Hlava státu
- České království – Přemysl Otakar II.
- Svatá říše římská – Richard Cornwallský – Alfons X. Kastilský
- Papež – Klement IV.
- Anglické království – Jindřich III. Plantagenet
- Francouzské království – Ludvík IX.
- Polské knížectví – Boleslav V. Stydlivý
- Uherské království – Béla IV.
- Byzantská říše – Michael VIII. Palaiologos